# Hemichoerus
Hemichoerus — вимерлий рід парнопалих, що існував у міоцені в Європі.